# 瓦爾登湖 (散文集)
《瓦尔登湖》，又譯《湖滨散记》，首次出版时题为《瓦尔登，或林中生活》（Walden; or, Life in the Woods），是美国作家亨利·戴维·梭罗所著的一本著名散文集。
该书出版于1854年，梭罗在书中详尽地描述了他在瓦爾登湖畔一片再生林中度过两年又两個月又兩天的生活以及這段期间他的许多思考。瓦爾登湖地处美国马萨诸塞州东部的康科德镇，离梭罗家不远。梭罗把这次经历称为简朴隐居生活的一次尝试。《瓦尔登湖》共由18篇散文组成，在四季循环更替的过程中，详细记录了梭罗内心的渴望、冲突、失望和自我调整，以及调整过后再次渴望的复杂的心路历程，几经循环，直到最终实现为止。表明了作者用它来挑战他个人的、甚至是整个人类的界限。但这种挑战不是对实现自我价值的无限希望，而是伤后复原的无限力量。
《瓦尔登湖》的中文译本有多种，例如有徐迟、张知遥、戴欢、沈凌以及李继宏等翻译的版本。《瓦尔登湖》是超验主义经典作品，在美国文学中被公认为最受读者欢迎的非虚构作品之一。

## 章节
- 经济篇（Economy）
- 我在哪生活；我为何生活（Where I Lived, and What I Lived For）
- 阅读（Reading）
- 声（Sounds）
- 寂寞（Solitude）
- 访客（Visitors）
- 种豆（The Bean-Field）
- 村子（The Village）
- 湖（The Ponds）
- 倍克田庄（Baker Farm）
- 更高的规律（Higher Laws）
- 禽兽为邻（Brute Neighbors）
- 室内的取暖（House-warming）
- 旧居民；冬天的访客（Former Inhabitants; and Winter Visitors）
- 冬天的禽兽（Winter Animals ）
- 冬天的湖（The Pond in Winter）
- 春天（Spring ）
- 结束语（Conclusion）

## 外部連結
- Walden （页面存档备份，存于） at Standard Ebooks
- Walden - 古腾堡计划
- Walden – Digitized copy of the first edition from the Internet Archive.
- . . 1920.
- LibriVox中的公有领域有声书《Walden》
- Walden: An Annotated Edition （页面存档备份，存于） (hyperlinked TOC, footnotes and scholarly commentary). R. Lenat (ed.). Thoreau Society and Iowa State University project.